# Línguas na-dene

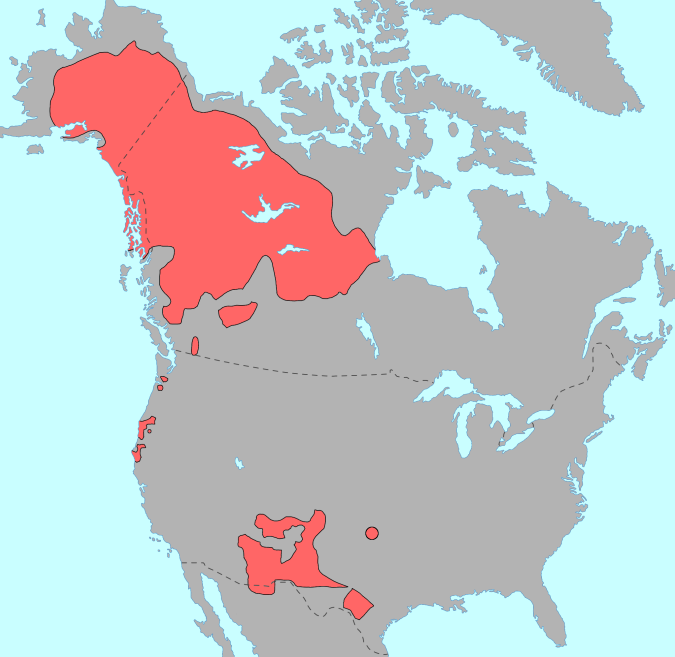
Distribuição das línguas na-dene

As línguas na-dene (também chamadas na-dené, nadene, atabascano-eyak-tlingit) são uma família de línguas nativas americanas que inclui as línguas atabascanas, o eyak, o tlingit, e possivelmente o haida. A ligação do haida com essa família é controversa. Em fevereiro de 2008, uma suposta ligação entre a família na-dene e a língua ket, pertencente às línguas ienisseianas, faladas na Sibéria, foi publicada.

## Subdivisões
Nesse núcleo não controverso, o na-dene consiste em dois subgrupos: tlingit e atabaskano-eyak.
- Língua tlingit: 700 falantes (Michael Krauss, 1995)
- Atabascano-eyak
  - Língua eyak: extinta em 2008
  - Línguas atabascanas
    - Setentrionais
    - Costa Pacífica
    - Meridionais

Para os linguistas que apoiam a tese de Edward Sapir que conecta o haida às línguas acima, o isolamento do haida representa nada mais do que um braço adicional da família na-dene, sendo o atabascano-eyak-tlingit o outro braço. O dene ou dine (as línguas atabascanas) é um grupo etnolinguístico largamente distribuído nos estados e territórios de Alberta, Colúmbia Britânica, Manitoba, Territórios do Noroeste, Nunavut, Saskatchewan, Yukon, Alasca, partes do Oregon e norte da Califórnia. O eyak era falado no sul do Alasca; o último falante da língua morreu em 2008. O navajo é a língua com o maior número de falantes dentro da família na-dene, sendo falado no Arizona, Novo México e em outras regiões do Sudoeste americano.

## Perfil tipológico do atabascano-eyak-tlingit
Todas as línguas desse grupo compartilham uma complexa estrutura de prefixos verbais nos quais os indicadores de tempo e modo são situados entre os indicadores de sujeito e concordância do objeto.  A principal característica morfológica dessa família é uma série de prefixos encontrados diretamente antes da raiz do verbo que aumenta ou diminui e transitividade do verbo. Esses prefixos, tradicionalmente conhecidos "classificadores", derivam historicamente da combinação de três classes distintas de morfema não encontrada em nenhuma outra família de línguas nativas americanas.
Modelo geral da morfologia do atabascano-eyak-tlingit
| concordância do objeto | prefixo para forma ou anatomia | prefixo para tempo-modo-aspecto | 1,2p concordância do sujeito | prefixo perfectivo-estativo | prefixo(s) classificador(es) | raiz do verbo | sufixo para tempo-modo-aspecto |

O sistema fonético contém um grande número de consoantes gluterais (velares ou uvulares) (em muitas línguas atabascanas modernas se posicionando em frente às palatais e velares, correspondentemente) e também a ausência geral de obstruentes labiais (exceto onde o /b/ se eleva do *w). Na fonologia histórica, há uma disseminada tendência, observada ao longo das línguas atabascanas, por distinções fonêmicas tonais que se elevam dos sons glotais originalmente encontrados no final da sílaba. Os sons glotais em questão são muito evidentes no eyak e no tlingit. É incomum encontrar extensa prefixação nessas línguas, ainda que sejam SOV e pos-posicionais, características normalmente associadas à línguas sufixais.

## Propostas de classificação do atabascano-eyak-tlingit em famílias maiores
A ligação genética entre o tlingit, o eyak e o atabascano foi sugerida pela primeira vez no início do século XIX, mas não foi universalmente aceita durante muito tempo. O haida, com 15 falantes fluentes (M. Krauss, 1995), fora originalmente ligado ao tlingit por Franz Boas em 1894. Tanto o haida quanto o tlingit foram relacionados ao atabascano por Edward Sapir em 1915. Lingüistas como Lyle Campbell (1997) hoje consideram  essa evidência inconclusiva e classificam o haida como língua isolada. Com a finalidade de realçar a exclusão do haida, Campbell refere-se à família de línguas como atabascano-eyak-tlingit ao invés de na-dene. Jeff Leer têm proposto recentemente o nome "tlina-dine" ao invés do cansativo AET, mas que também enfatiza a exclusão do haida.

### Dene-Ienissei
Recentemente, o professor Edward Vajda da Western Washington University têm apresentado evidências de que as línguas na-dene (atabascano-eyak-tlingit) são de fato relacionadas à família ienisseiana (ou ienisseica) da Sibéria, a qual possui como representante uma única língua viva, a língua ket. As principais evidências incluem analogias na prefixação verbal e também correspondência sistemática entre a distribuição dos tons do ket e a as articulações sistemáticas encontradas no atabascano-eyak-tlingit. Essa teoria têm sido bem avaliada por vários especialistas em línguas na-dene e ienisseianas, incluindo Michael Krauss, Bernard Comrie, Johanna Nichols, Victor Golla, Michael Fortescue, e Eric Hamp. Dessa teoria também conclui-se que a comparação entre o ienisseico e o na-dene mostra que o haida não pode ser classificado como unidade genética com o atabascano-eyak-tlingit se dados das línguas ienisseianas forem considerados.

### Antigas propostas
De acordo com a controversa classificação de Joseph Greenberg das línguas norte-americanas, na-dene (incluindo haida bem como atabascano-eyak + tlingit) é um dos três maiores grupos de línguas nativas faladas nas Américas, e representa uma onda de migração distinta da Ásia para as Américas. A relação genética do tlingit, eyak e atabascano é comumente aceita, enquanto a inclusão do haida permanece controversa. As outras duas famílias reconhecidas por Greenberg para as Americas é a bem aceita família esquimó-aleúte, falada na Sibéria, Alasca, no Ártico canadense e na Groenlândia, e a muito menos aceita ameríndia, a classificação mais controversa de Greenberg, que inclui toda língua nativa das Américas que não pertence ao esquimó-aleúte ou ao na-dene.
Apoiadores contemporâneos da teoria de Greenberg como Merritt Ruhlen têm sugerido que a família linguística na-dene representa uma onda migracional distinta da Ásia para o Novo Mundo. Ruhlen afirma que essa migração teria ocorrido de seis a oito mil anos atrás, o que seria quatro mil anos mais tarde após a primeira migração empreendida pelos falantes de línguas ameríndias. Ruhlen especula que os falantes do na-dene poderiam ter chegado em embarcações, inicialmente aportando nas Ilhas da Rainha Carlota, na Colúmbia Britânica, Canadá.
De acordo com Sergei Starostin e seus seguidores, na-dene (incluindo haida) pertence à muito mais vasta superfamília dene-caucasiana, que também conta com as famílias caucasiana setentrional, sino-tibetana, ienisseiana e o basco. Algumas das ligações pertinentes à superfamília dene-caucasiana foram propostas muito antes. A hipótese de que o sino-tibetano é geneticamente relacionado ao na-dene (incluindo o haida) já fora considerada por Edward Sapir há quase um século atrás.